# Тетропиумы
Тетропиумы, или  усачи еловые (лат. Tetropium) — род жуков-усачей из подсемейства Spondylidinae. Повреждают ели. Ухудшают техническое качество древесины.

## Распространение
Распространены по всей Голарктике и индомалайскому региону.

## Описание
Бёдра более или менее булавовидные. Глаза почти разделены на две доли. Длина 10-18 мм.

## Систематика
На начало 2025 года в составе рода описано 28 видов жуков

:
- вид: Tetropium abietis Fall, 1912
- вид: Tetropium aquilonium Plavilstshikov, 1940
- вид: Tetropium auripilis Bates, 1885
- вид: Tetropium beckeri Franz, 1955
- вид: Tetropium castaneum (Linnaeus, 1758)
- вид: Tetropium cinnamopterum (Kirby, 1837)
- вид: Tetropium confragosum Holzschuh, 1981
- вид: Tetropium danilevskyi Sláma, 2005
- вид: Tetropium fuscum (Fabricius, 1787)
- вид: Tetropium gabrieli Weise, 1905
- вид: Tetropium gracilicorne Reitter, 1889
- вид: Tetropium gracilicum Hayashi, 1983
- вид: Tetropium guatemalanum Bates, 1892
- вид: Tetropium morishimaorum Kusama & Takakuwa, 1984
- вид: Tetropium opacipenne Bates, 1885
- вид: Tetropium opacum Franz, 1955
- вид: Tetropium oreinum Gahan, 1906
- вид: Tetropium parallelum Casey, 1891
- вид: Tetropium pilosicorne Linsley, 1935
- вид: Tetropium scabriculum Holzschuh, 1993
- вид: Tetropium schwarzianum Casey, 1891
- вид: Tetropium schwerdtfegeri Franz, 1955
- вид: Tetropium staudingeri Pic, 1901
- вид: Tetropium velutinum LeConte, 1869